# Registru de procesor
În arhitectura calculatoarelor, un registru de procesor este o cantitate mică de spațiu de stocare disponibilă pe unitatea centrală de procesare, spațiu al cărui conținut poate fi accesat mai rapid decât datele aflate în altă parte (de exemplu, în memoria principală).